# Камастра
Камастра (італ. Camastra, сиц. Camastra) — муніципалітет в Італії, у регіоні Сицилія,  провінція Агрідженто.
Камастра розташована на відстані близько 530 км на південь від Рима, 105 км на південь від Палермо, 20 км на південний схід від Агрідженто.
Населення — 2108 осіб (2014).

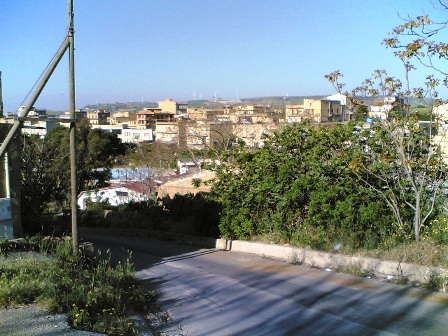

Щорічний фестиваль відбувається 3 вересня. Покровитель — святий Власій.

## Демографія
Населення за роками:

Станом на 1 січня 2023 року в муніципалітеті офіційно проживало 127 іноземців з 18 країн, серед них 56 громадян країн Євросоюзу.

## Сусідні муніципалітети
- Ліката
- Наро
- Пальма-ді-Монтек'яро